# Spoorlijn Hillerød - Hundested
De spoorlijn Hillerød - Hundested (Deens: Frederiksværkbanen) is een lokale spoorlijn tussen Hillerød en Hundested op het eiland Seeland in Denemarken.

## Geschiedenis
In 1894 werd besloten een spoorlijn aan te leggen tussen Hillerød en Frederiksværk. De aanleg begon in de zomer van 1895 en werd voltooid in 1897. Op 30 mei 1897 werd de lijn geopend en vanaf 31 mei werd de lijn geëxploiteerd door de Hillerød-Frederiksværk Jernbane (HFJ) met drie treinen per richting per dag.
In 1908 werd besloten het traject vanuit Frederiksværk te verlengen naar Hundested waar aansluiting kon worden gegeven op de veerboot naar Rørvig in Jutland. Het duurde echter nog tot 1914 voordat er met de bouw werd begonnen. Na de opening op 21 december 1916 werd de gehele lijn vanaf 22 december doorgaand met vier treinen per richting per dag geëxploiteerd. De naam van de spoorwegmaatschappij werd overeenkomstig gewijzigd in Hillerød-Frederiksværk-Hundested Jernbane (HFHJ).
In 1942 werd besloten het traject tussen Hillerød en Skævinge te vervangen door een nieuw traject via Brødeskov en Gørløse. Voor de eerste vijf kilometer werd het oorspronkelijke, nooit afgebouwde traject tussen Hillerød en Frederikssund van de spoorlijn Næstved - Hillerød gebruikt, waarna een nieuwe spoorlijn naar Skævinge werd aangelegd. De aanleg begon in 1943 en op 13 mei 1950 werd de nieuwe route in gebruik genomen, waarna de oude route werd opgeheven. Aanvankelijk werd afgesproken dat HFHJ ook de rest van de spoorlijn tussen Brødeskov en Ringsted weer in gebruik zou nemen, maar dat vond geen doorgang.

## Huidige toestand
Vanaf 2001 werden plannen gemaakt om een aantal private spoorlijnen op Seeland onder te brengen bij de Hovedstadens Udviklingsråd (HUR), een organisatie die het lokale busvervoer in Seeland beheerde. In mei 2002 werden twee nieuwe maatschappijen opgericht, waarin de meeste private spoorwegmaatschappijen op Seeland fuseerden. De infrastructuur en het materieel werden ondergebracht bij Hovedstadens Lokalbaner (HL), de exploitatie wordt verzorgd door Lokalbanen (LB).
Er wordt op werkdagen overdag een halfuurdienst gereden met een extra sneltrein in de ochtendspits. 's Avonds en 's zondags geldt een uurfrequentie. Enkele treinen rijden in Hundested door naar en van de haven in aansluiting op de veerbootverbinding met Rørvig.    